# 나카지마촌 (이시카와현 가시마군)
나카지마촌(中島村)은 이시카와현 가시마군에 설치되었던 촌이다. 현재의 나나오시 나카지마마치 나카지마에 해당한다.
1. ↑  “平成28年度版七尾市統計書”. 七尾市. 2017년 9월 12일. 2018년 4월 30일에 확인함.
2. ↑  “郵便番号”. 日本郵便. 2018년 4월 30일에 확인함.
3. ↑  “市外局番の一覧”. 総務省. 2018년 4월 30일에 확인함.